# حرذون
الحِرْذَوْن، تسمى في بعض المصادر حُبينة أو أمُّ حُبَين (بالإنجليزية: Stellagama) (باللاتينية: Laudakia stellio) أو (باللاتينية: Stellagama stellio)، هو نوع ينتمي إلى فصيلة العضرفوطيات.

## الانتشار
يوجد على هذا النوع في مصر وفلسطين والأردن والمملكة العربية السعودية والعراق ولبنان وسوريا وقبرص وتركيا واليونان ومقدونيا الشمالية.

## التأثيل
قيل أن كلمة حرذون من السريانية "حَرْدُونُو"، وقيل أنها من اليونانية ἑρπετόν (تنقحر إلى إِرْپيتون) التي تعني "حيوان زاحف".

## معرض صور

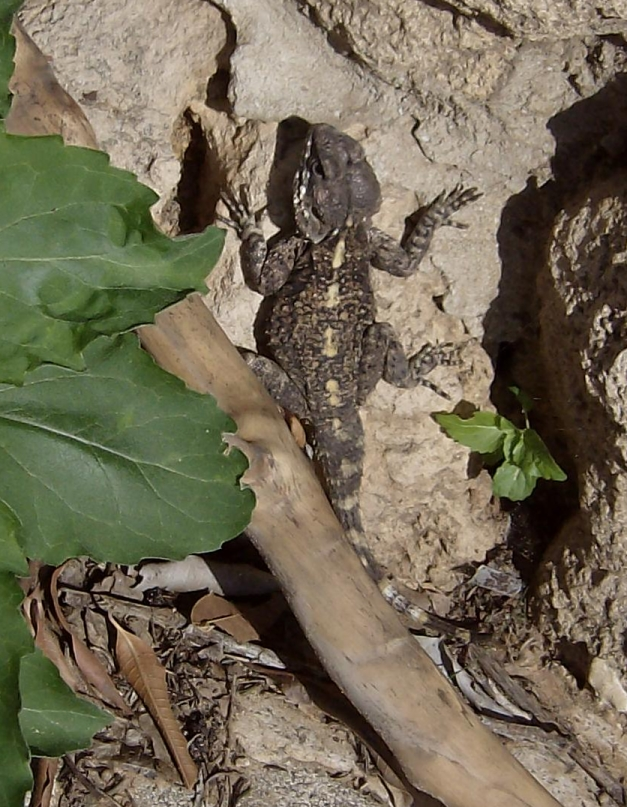
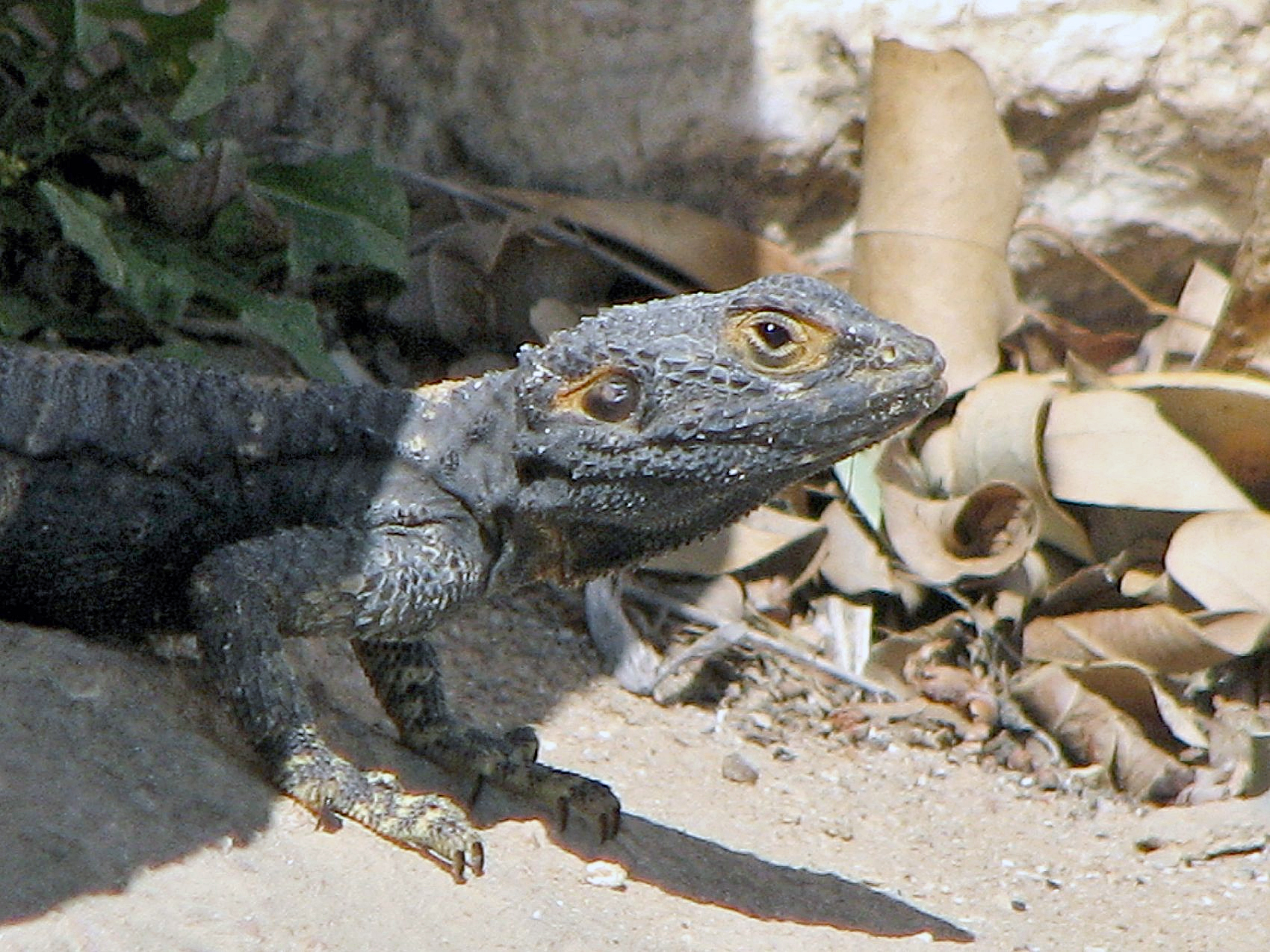
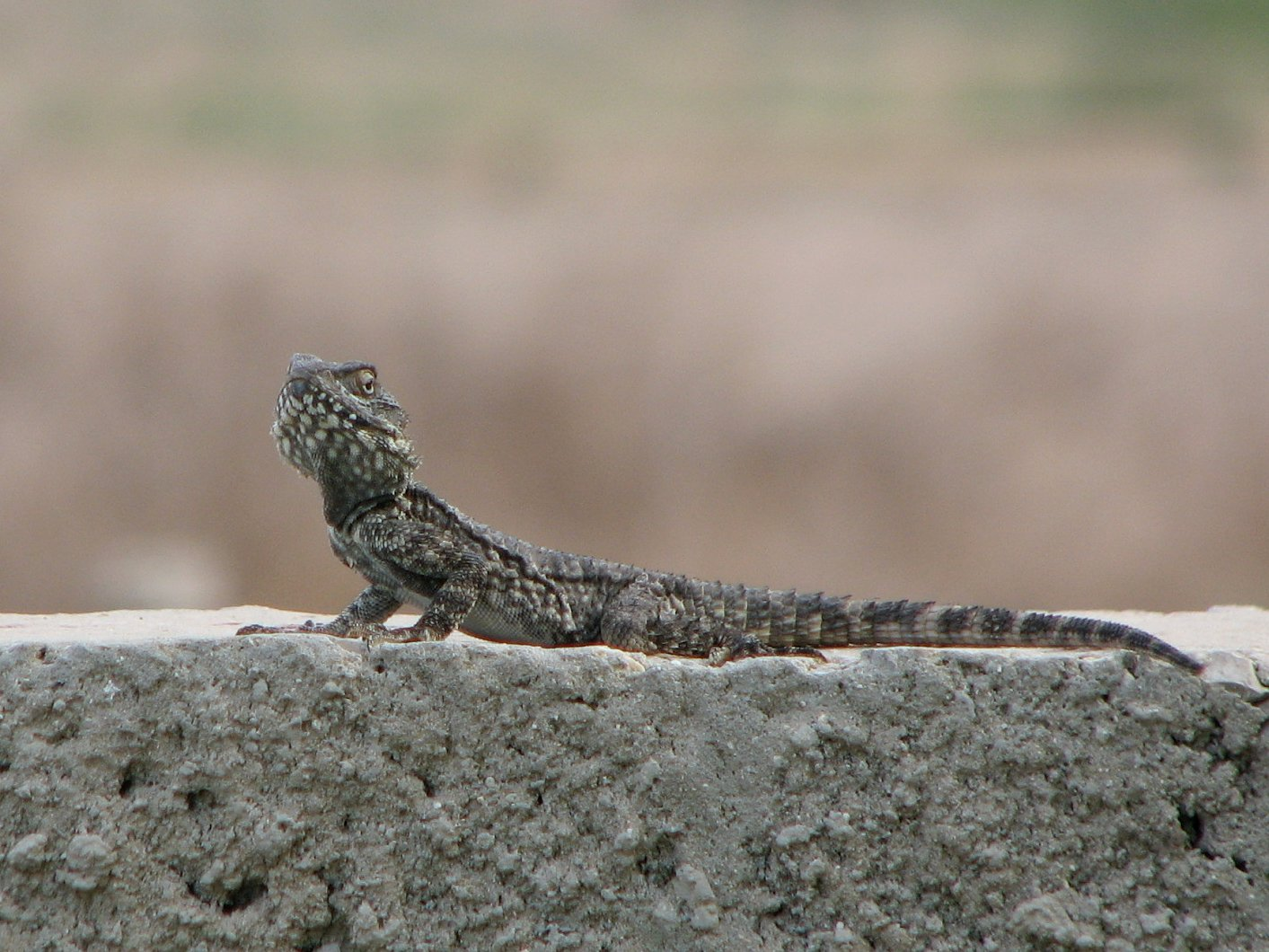
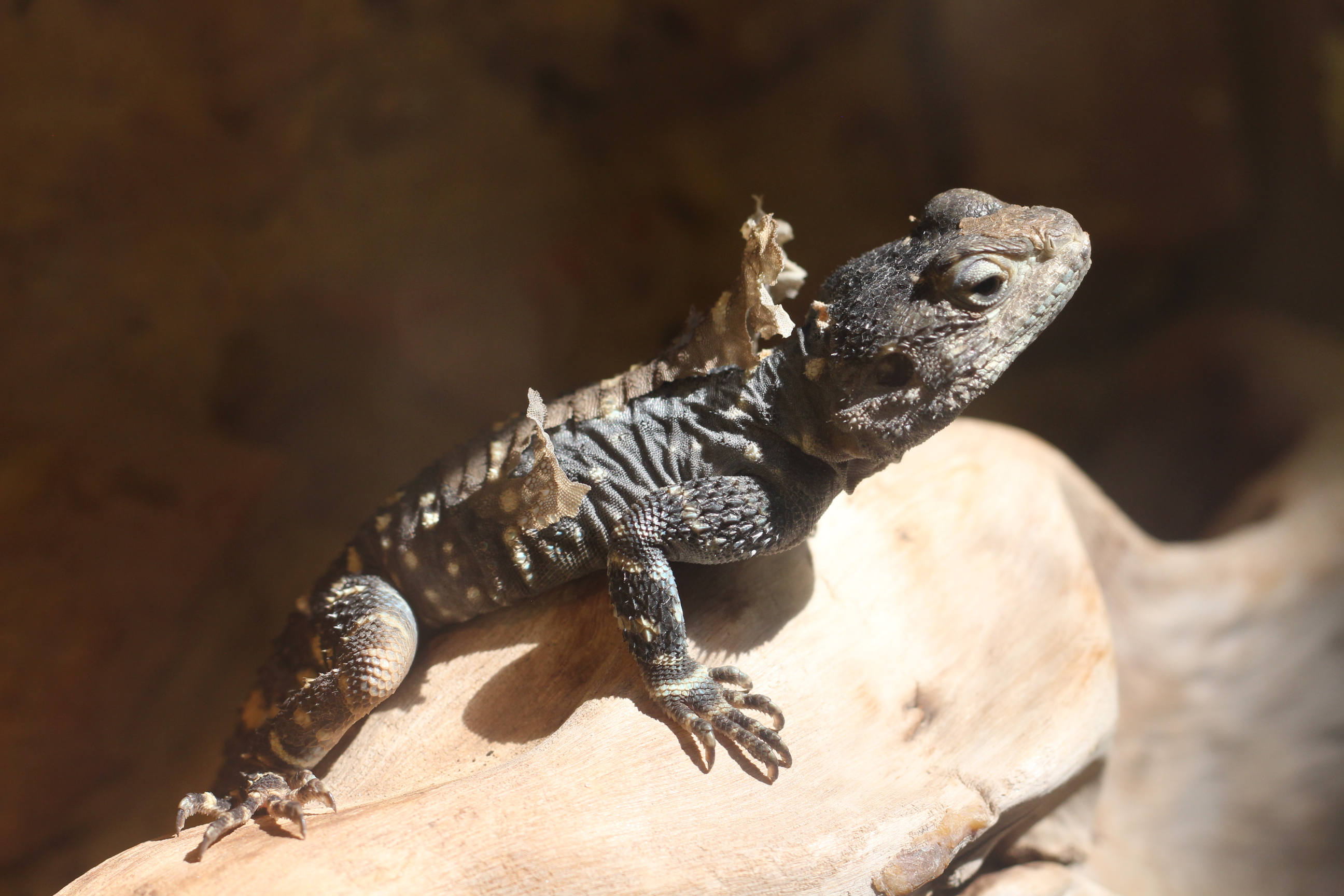
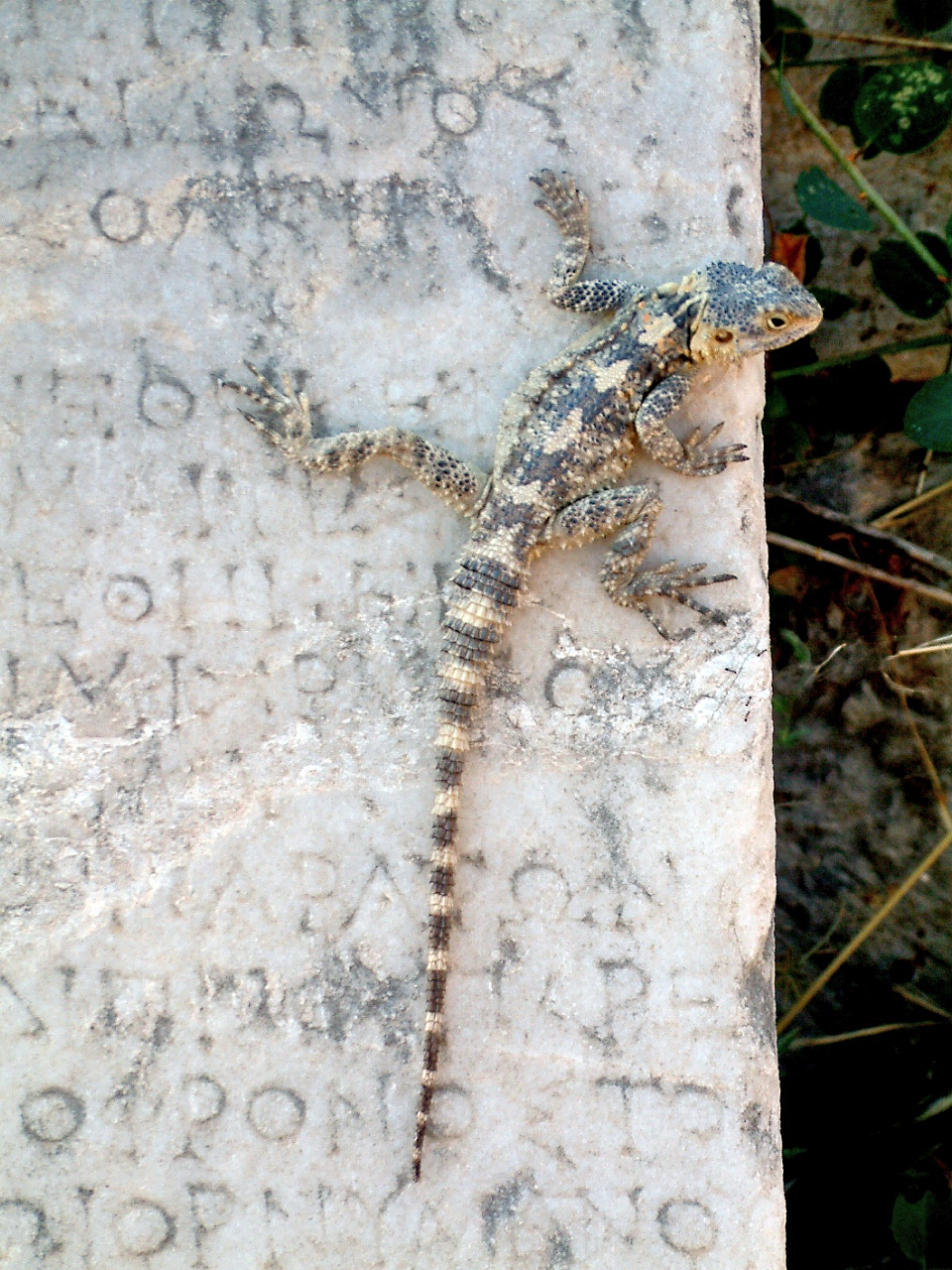
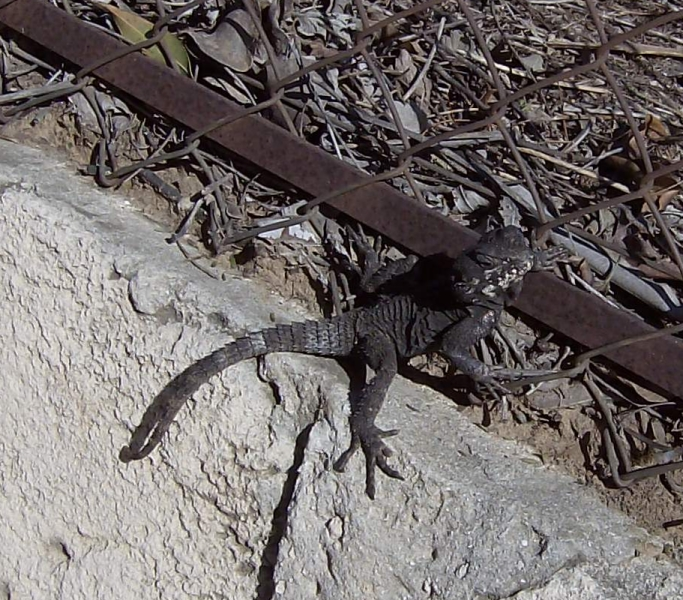

## روابط خارجية
- زواحف المملكة العربية السعودية
- الزواحف والبرمائيات في مصر
- التنوع البيولوجي في مصر
- الحياة البرية في الإمارات
- التنوع الحيوي بالسلطنة
- دليل الحياة البرية في تونس